# Puskás Ferenc Stadion (stanice metra v Budapešti)
Puskás Ferenc Stadion je stanice metra v Budapešti na lince M2, v její východní, pešťské části. Je pojmenována podle blízkého stadionu Ference Puskáse. V sousedství leží Budapešťská sportovní aréna Lászla Pappa. Do roku 2003 nesla stanice název Népstadion (lidový stadion), což bylo také původní jméno Puskásova stadionu. V letech 2003–2011 se jmenovala Stadionok. V roce 2007 prošla stanice stejně jako většina linky M2 rozsáhlou rekonstrukcí. V místě je umožněn přestup na tramvajovou linku 1.
Jedná se o hloubenou stanici s dvěma ostrovními nástupišti; celkem jsou tu tedy čtyři koleje (je to jediná stanice svého typu v celé síti). Dvě vnitřní slouží k obracení vlaků přímo v této stanici, jsou na linku napojeny pouze směrem na západ (do centra města) a nepokračují ke konečné stanici Örs vezér tere jako další dvě krajní. Stanice byla takto naplánována jako přestupní bod na příměstské vlaky HÉV do Gödöllő, ale vzhledem k pozdržení výstavby metra došlo ke změně plánů a linka byla prodloužena ještě před otevřením o další dvě povrchové stanice.